# Partido Libertários
O Partido Libertários (LIBER), ou simplesmente Libertários, é uma organização política brasileira de tendência libertarista. Foi fundada em 20 de junho de 2009, em Belo Horizonte. Já esteve listado como um partido político em formação pelo Tribunal Superior Eleitoral (TSE), mas tal registro não foi obtido.
Membros do Liber, como o fundador Juliano Torres, participaram da fundação da organização Estudantes pela Liberdade (EPL), lançada no Fórum da Liberdade ocorrido em 2012. 
A organização foi relevante na formação na difusão da tendência libertarianista no Brasil, vinculando-se à diversas organizações e institutos, e tendo como "braço de atuação ideológica e política" o Movimento Brasil Livre (MBL). o EPL é associado e financiado pelo think tank de origem estadunidense Atlas Network.

## História
A ideia de criar o Libertários surgiu em uma comunidade da rede social Orkut, no ano de 2006. O LIBER teve seu programa e estatuto publicados no Diário Oficial da União em janeiro de 2010. Sobre o registro, a jornalista Sonia Racy escreveu "era o que faltava" em sua coluna.
Entre as atividades políticas, realizou manifestação na orla do Rio de Janeiro contra o PNDH 3. Tem participado de fóruns e seminários liberais, como o Seminário de Economia Austríaca e Fórum Liberdade e Democracia, em Belo Horizonte.
Além disso, o Libertários organizou e participou de manifestações contra o modelo de concessão dos transportes e pela desregulamentação do mercado. Por defender veementemente a economia de mercado com mínima interferência estatal, o partido é por vezes associado à direita liberal.
O Libertários é filiado ao Interlibertarians, associação internacional de partidos e organizações libertárias. e à Alianza Libertária de Iberoamérica.

## Ideologia
O partido defende o libertarismo.  Adotando os pensamentos como os de Ayn Rand, Murray Rothbard, e Robert Nozick, porém se distingue no que tange à interferência do Estado na economia. Do mesmo modo, apoia políticas de livre mercado, seu foco ideológico reside nos pensamentos de Ludwig von Mises, Friedrich Hayek, e Milton Friedman. No que tange ao pensamento econômico, o partido possui grande identificação com a Escola Austríaca e o liberalismo clássico.
No âmbito social e de política cultural defendem tópicos como o fim da proibição de todas as drogas ilegais, liberdade de acesso e porte de armas para defesa pessoal e de propriedade, liberdade de associação e orientação sexual, como a união civil e casamento homoafetivo. Ainda, a abolição de leis que proibem a prostituição e os jogos de azar. Também posicionamentos contra o serviço militar obrigatório, contra o voto compulsório e contra impostos.
Em entrevista ao Instituto País Melhor, Bernardo Santoro, ex-presidente do LIBER, define o libertarismo como "uma filosofia política baseada nos princípios da soberania individual, não-iniciação da agressão e auto-propriedade. Portanto, para o libertarianismo, o homem é dono de si mesmo, do seu corpo e do resultado da mistura do seu trabalho com a natureza, o que resulta na criação de um sistema jurídico fortemente baseado na propriedade privada e de um sistema econômico baseado no livre-mercado e na livre interação entre indivíduos".